# Keyz
Keyz（キーズ）は、日本のシンガーソングライター・作詞家・作曲家。東京都大田区出身。血液型B型。

## バイオグラフィ
高校時代に地元やバイト先で知り合った仲間達と5人組のロックバンドを結成し、ボーカルとして初めて作詞や作曲、ライブハウスなどで活動をする。
ボーカルの基礎を学ぶ為、専門学校ESPミュージカルアカデミー、ソロボーカル科へ入学。
学校で開催される、ボーカルコンテストでグランプリ等を受賞。
2007年、専門学校時代の恩師からシンガー2人を紹介され、3人組のコーラスグループを結成。都内のClubを中心に活動する。
2010年、ソロシンガーとして活動を開始。
同年5月、シンガーとしての活動と並行して、作家としても活動を行う。
2011年、Carlos K.と作曲したAKB48板野友美のソロデビューシングル「Dear J」が1月26日にリリースされる。
同年4月、青山テルマの専属バックDJをしているDJ RYO-Zがリリースした「MAKE LOVE Vol.4」の1曲目に、自身のオリジナル曲「Change」が収録され、初のMix CD参加。
更に数々の海外アーティストの日本公演や、有名アパレルブランドとのコラボCDなどを制作し、活動しているDJ TSURUの代表作「HOT & SEXY Vol.11」のSEXY SIDEの1曲目に、「Stay with me」が収録。

## 参加作品
- DJ RYO-Z
  - 「MAKE LOVE Vol.4」（2011年4月02日）
『Change / Keyz』※M-1

- DJ TSURU
  - 「HOT & SEXY Vol.11」（2011年4月29日）
『Stay with me / Keyz』※DISC1(SEXY SIDE) M-1

## 楽曲提供（作曲）
- 板野友美
  - 「Dear J」（シングル・2011年1月26日）
  - 「AKB48 よっしゃぁ〜行くぞぉ〜!in 西武ドーム」（DVD・2011年1月26日）
  - 「AKB48 in a-nation 2011」（DVD・2012年3月21日）
  - 「AKB48 紅白対抗歌合戦」（DVD・2012年3月28日）
  - 「V.A. Dj Dream Box! J-Pop×K-Pop」（アルバム・2011年6月22日）
  - 「V.A. セツナ系泣き歌R&B 〜PERFECT PARTY TRIBE〜」（アルバム・2011年8月3日）
  - 「V.A. あいうたラブカバー」（アルバム・2011年12月21日）
『Dear J』（Samantha Vega♡板野友美 スペシャルコラボCMソング）
- AKB48
  - 「0と1の間」（アルバム・2015年11月18日）
『LOVE ASH』

## 楽曲提供（作詞・作曲）
- 7cm
  - 「7cm」（アルバム・2014年1月12日）
『Believe』